# John Raphael Hagan
John Raphael Hagan (ur. 26 lutego 1890 w Pittsburghu, Pensylwania, zm. 28 września 1946 w Cleveland, Ohio) – amerykański duchowny katolicki, biskup pomocniczy Cleveland w 1946 roku.

## Życiorys
Urodził się w Pittsburghu, ale gdy miał dwa lata rodzina przeniosła się do Cleveland. Tam po ukończeniu Cathedral Latin School rozpoczął przygotowania do kapłaństwa w Kolegium Ameryki Płn. w Rzymie. Święcenia kapłańskie otrzymał 7 maja 1914 i inkardynowany został do diecezji Cleveland. Kontynuował studia na Uniwersytecie w Bonn i Katolickim Uniwersytecie Ameryki. Od 1923 sprawował funkcję superintendenta szkół katolickich diecezji Cleveland.
27 kwietnia 1946 papież Pius XII mianował go biskupem pomocniczym Cleveland ze stolicą tytularną Limata. Sakry udzielił mu ówczesny zwierzchnik diecezji bp Edward Francis Hoban.
Był jednym z założycieli i pierwszym dyrektorem Sisters College (później St. John College) w Cleveland - placówka ta prowadziła innowacyjny program nauczania. Angażował się też w powstanie podobnych szkół w innych częściach kraju. Wykładał w Cathedral Latin School, a także w seminarium duchownym. Był autorem wielu publikacji.
W sierpniu 1946 zachorował na zapalenie wątroby i zmarł miesiąc później podczas operacji, zaledwie cztery miesiące po przyjęciu sakry biskupiej.